# Euson
Julio Bernardo Euson (Aruba, 12 april 1941) is een Arubaanse zanger, die begin jaren 70 populair was in Nederland. Hij is vooral bekend van zijn hit Both sides now uit 1971. Met dit nummer werd hij de eerste Nederlandse Antilliaan met een Nederlandse Top 40-hit.

## Biografie
Eind jaren 50 richtte Euson op Aruba zijn eerste band op. Nadat hij daar een aantal talentenjachten had gewonnen, vestigde hij zich in het voorjaar van 1962 in Nederland. Hij ging direct zingen bij de Haagse band The Scarlets en werd later zanger van de Rotterdamse Kreole Kats. Daarnaast had hij een baan bij de PTT. Als Julio & the Kreole Kats werden enkele singles opgenomen, waaronder het nummer Ooh pook pah doo uit 1965. In 1968 richtte Euson samen met dwarsfluitist Chris Hinze en enkele ex-leden van The Lords (de begeleidingsgroep van Rob de Nijs) de groep Stax op. Deze groep trad op in binnen- en buitenland en stond eind dat jaar in de tipparade met I want you around me. In 1970 ging deze groep echter uit elkaar en begon Euson aan een solocarrière.
In 1971 had Euson een Nederlandse hit met Both sides now, een nummer van singer-songwriter Joni Mitchell dat onder andere door Bing Crosby is opgenomen. Producer Harry Knipschild hoorde deze versie en wilde het aanvankelijk laten arrangeren voor Herman van Veen, maar toen die het nummer weigerde, gaf hij het aan Euson. Hiermee schakelde Euson over van de ruige soul uit de jaren 60 naar easy listening. Met dit genre had hij meer succes en werd hij een veelgevraagd artiest. De opvolger van Both sides now was een cover van Elton John: I need you to turn to. Dat nummer haalde de tipparade en Eusons eerste soloalbum Both sides now werd uitgebracht.
Euson kende ook populariteit in het buitenland. Hij deed mee aan enkele internationale songfestivals zoals het Poolse Sopot Festival in 1971 en in 1972 was hij de tot op heden enige Nederlandse winnaar van het Internationaal songfestival van Viña del Mar in Chili met het door hem zelf geschreven nummer Julie. In Nederland bleef dat nummer in de tipparade steken, net zoals Crimson eyes, de andere single van het nieuwe album Euson. In 1973 bracht hij twee albums uit: Favourites of the fifties met covers van jaren 50-nummers en Life is on my side met nieuw materiaal. De eerste single Angelina haalde de Top 40 wederom nét niet, maar de single Life is on my side lukte dat wel. Verder werd dat jaar zijn populariteit bekroond met een Zilveren Harp.
In 1974 trad Euson op op het Grand Gala du Disque met het nummer Leon. Nadat de singles Our last song together en Dirty lady geflopt waren, werd Leon als vijfde single van het album Life is on my side een nummer 14-hit in de Nederlandse Top 40. Later dat jaar volgde het album Better days, waarvan de single I use the soap, een cover van de Amerikaanse zanger David Gates van de groep Bread, een kleine hit werd. Hoewel hij hierna nog een aantal singles uitbracht, was dit zijn laatste top 40-hit. In het najaar stond hij weliswaar voor het eerst in de LP Top 50 met zijn album Sweet surrender, maar alle singles van dat album bleven vrijwel onopgemerkt.
Nadat Eusons laatste album Midnight lady uit 1977 ook geen commercieel succes meer werd, besloot hij medio dat jaar samen met zijn manager Peter Kok (van Greenfield & Cook) en zijn vrouw Stanka Matić naar de Verenigde Staten te verhuizen. Toen hij daar niet door wist te breken, emigreerden ze in 1978 naar Chili, waar hij in 1972 het populairste songfestival van dat land had gewonnen. Daar richtten zij het bedrijf P.J. Productions op en produceerden daar muziek voor zowel henzelf als voor Chileense artiesten.
Euson is later terug naar de Verenigde Staten verhuisd. In 2001 speelde Euson een rol als detective in de Amerikaanse kortfilm The Brothers Grim.

## Discografie

### Albums
| Album met eventuele hitnotering(en) in de Nederlandse Album Top 100 | Datum van verschijnen | Datum van binnenkomst | Hoogste positie | Aantal weken | Opmerkingen |
| ------------------------------------------------------------------- | --------------------- | --------------------- | --------------- | ------------ | ----------- |
| Sweet surrender                                                     |                       | 13-9-1975             | 29              | 6            |             |

### Singles
| Single met eventuele hitnotering(en) in de Nederlandse Top 40 | Datum van verschijnen | Datum van binnenkomst | Hoogste positie | Aantal weken | Opmerkingen           |
| ------------------------------------------------------------- | --------------------- | --------------------- | --------------- | ------------ | --------------------- |
| I want you around me                                          |                       | 23-11-1968            | tip             |              | als J.B. Euson & Stax |
| Both sides now                                                |                       | 2-1-1971              | 7               | 8            |                       |
| I need you to turn to                                         |                       | 15-5-1971             | tip             |              |                       |
| Crimson eyes                                                  |                       | 25-3-1972             | tip             |              |                       |
| Julie                                                         |                       | 6-5-1972              | tip             |              |                       |
| Angelina / Put your trust in the Lord                         |                       | 23-12-1972            | tip             |              |                       |
| Life is on my side                                            |                       | 16-6-1973             | 20              | 6            |                       |
| Leon                                                          |                       | 20-4-1974             | 14              | 8            |                       |
| I use the soap                                                |                       | 11-1-1975             | 30              | 3            |                       |
| Four and twenty hours                                         |                       | 15-5-1976             | tip             |              |                       |

### NPO Radio 2 Top 2000
| Nummer met noteringen in de NPO Radio 2 Top 2000 | '99  | '00 | '01  | '02  | '03  | '04  | '05 | '06  | '07  | '08  |
| ------------------------------------------------ | ---- | --- | ---- | ---- | ---- | ---- | --- | ---- | ---- | ---- |
| Both Sides, Now                                  | 1435 | -   | 1535 | 1824 | 1994 | 1729 | -   | 1981 | 1913 | 1885 |

1. ↑  Een '-' betekent dat het nummer niet was genoteerd en een vetgedrukt getal geeft de hoogste notering aan.
2. ↑  Deze tabel is bijgewerkt tot en met de laatste editie (2024).

## Trivia
- Euson is familie van actrice, presentatrice en zangeres Kizzy.